# ليبرتي سيتي (جراند ثفت أوتو)
ليبرتي سيتي (بالإنجليزية:Liberty City) هي مدينة خيالية في سلسلة ألعاب روكستار سرقة السيارات الكبرى، وهي تشبه كثيرا مدينة نيويورك. وتتكون من عدة جزر. تظهر ولاية نيو جيرسي هناك تحت اسم نيو جيرنزي.
ظهرت المدينة لعبة (سرقة السيارات الكبرى) في الأجزاء التالية:
- جراند ثفت أوتو: ليبرتي سيتي ستوريز
- جراند ثفت أوتو 1
- جراند ثفت أوتو: ذا لوست أند دامد
- جراند ثفت أوتو: ذا بالد أوف غاي توني
- جراند ثفت أوتو (غيم بوي أدفانس)
- جراند ثفت أوتو: سان أندرياس
- جراند ثفت أوتو 3
- جراند ثفت أوتو 4
- جراند ثفت أوتو: تشايناتاون ورز